# Odúsor
Az Odúsor az egyik olyan, barlangméretnél kisebb természetes üregcsoport, amely a Duna–Ipoly Nemzeti Parkban lévő Pilis hegységben, az Oszolyon található. Turista útikalauzokban is be van mutatva.

## Leírás
Csobánka külterületén, Margit-ligeten, az Oszoly egyik sziklafalában, közismert sziklamászóhelyen helyezkedik el az üregcsoport. Az Odúsortól 3 m-re K-re van a Zsó-barlang bejárata. Távolról látható, sziklamászók által gyakran járt útvonal. Ferde repedés mentén keletkezett üregsor. Alján barlangszerű fülke van, majd felfelé több kisebb-nagyobb bemélyedés figyelhető meg. Felső triász tömött fehér vastagpados dachsteini mészkőben valószínűleg hévíz hatására jött létre. Nincs benne üledékes kitöltés. A befoglaló kőzet repedéseiben kalcit fordul elő. Az üregek szárazak, ha esik az eső, akkor víz csorog le a falakon. Az odúcsoport felső része kötéltechnikai eszközök alkalmazásával érhető el.
1974-ben volt először Odúsornak nevezve az üregcsoport az irodalmában. Előfordul irodalmában Odusor (Kordos 1971), Oszolyi-odusor (Kordos 1975), Oszolyi odusor (Bertalan 1976), Oszolyi-Odusor (Kordos 1975), Oszolyi-odúsor (Dely, Mezei 1974) és oszolyi Odúsor (Kordos 1984) neveken is.

## Kutatástörténet
Az 1967-ben napvilágot látott Pilis útikalauz című könyvben az jelent meg, hogy az Oszoly Csobánkára néző Ny-i oldalán, az erdővel körülvett mészkősziklák között több jelentéktelen üreg található. Az 1969. évi Karszt- és Barlangkutatási Tájékoztatóban publikált közlemény szerint 1969 augusztusában a Szpeleológia Barlangkutató Csoport a Kevélyekben szervezett tábor során fix pontokat helyezett el az Oszoly és az Oszoly-oldal 8 kisebb-nagyobb üregében.
1969-ben Kordos László és Wehovszky Erzsébet mérték fel fix pontokkal, bányászkompasszal és a felmérés alapján Kordos László rajzolta, valamint szerkesztette meg alaprajzi térképét és hosszmetszet térképét keresztmetszettel, amelyek 1:100 méretarányban készültek. A felmérés szerint 4,6 m hosszú és 13 m mély. Ebben az évben Kordos László készített színes diát, amelyen az Odúsor látható.
1970. február 22-én, 1970. március 22-én és 1970. április 26-án Assmann-féle aspirációs pszichrométerrel Kordos László, valamint Welker P. végeztek klimatológiai méréseket a felszínen és az alsó odúban. A Szpeleológia Barlangkutató Csoport 1970. évi jelentésében részletes leírás található az üregekről. A jelentésben az olvasható, hogy a Zsó-barlangtól É-ra kb. 3 m-re található. A jelentés mellékletébe bekerültek az 1969-es térképek.
Az 1974-ben megjelent Pilis útikalauz című könyvben, a Pilis hegység és a Visegrádi-hegység barlangjainak jegyzékében (19–20. old.) meg van említve, hogy a Pilis hegység és a Visegrádi-hegység barlangjai között vannak az Oszoly barlangjai és az Oszolyi-odúsor. A Pilis hegység barlangjait leíró rész szerint a Csobánka felett emelkedő Oszoly sziklái között másféltucat kis barlang van. Ezeket a Szpeleológia Barlangkutató Csoport térképezte fel és kutatta át rendszeresen. E kis barlangok többsége nem nagyon látványos, de meg kell említeni őket, mert a turisták, különösen a sziklamászók által rendszeresen felkeresett Oszoly sziklafalaiban, valamint azok közelében némelyikük kitűnő bivakolási lehetőséget nyújt. Az Oszoly letörésének sziklafalában a sziklamászók által jól ismert Odúsor kis üregei sorakoznak. Az Odúsortól 3 m-re, a Kis-áthajlás alatt van egy 12 m hosszú barlang.

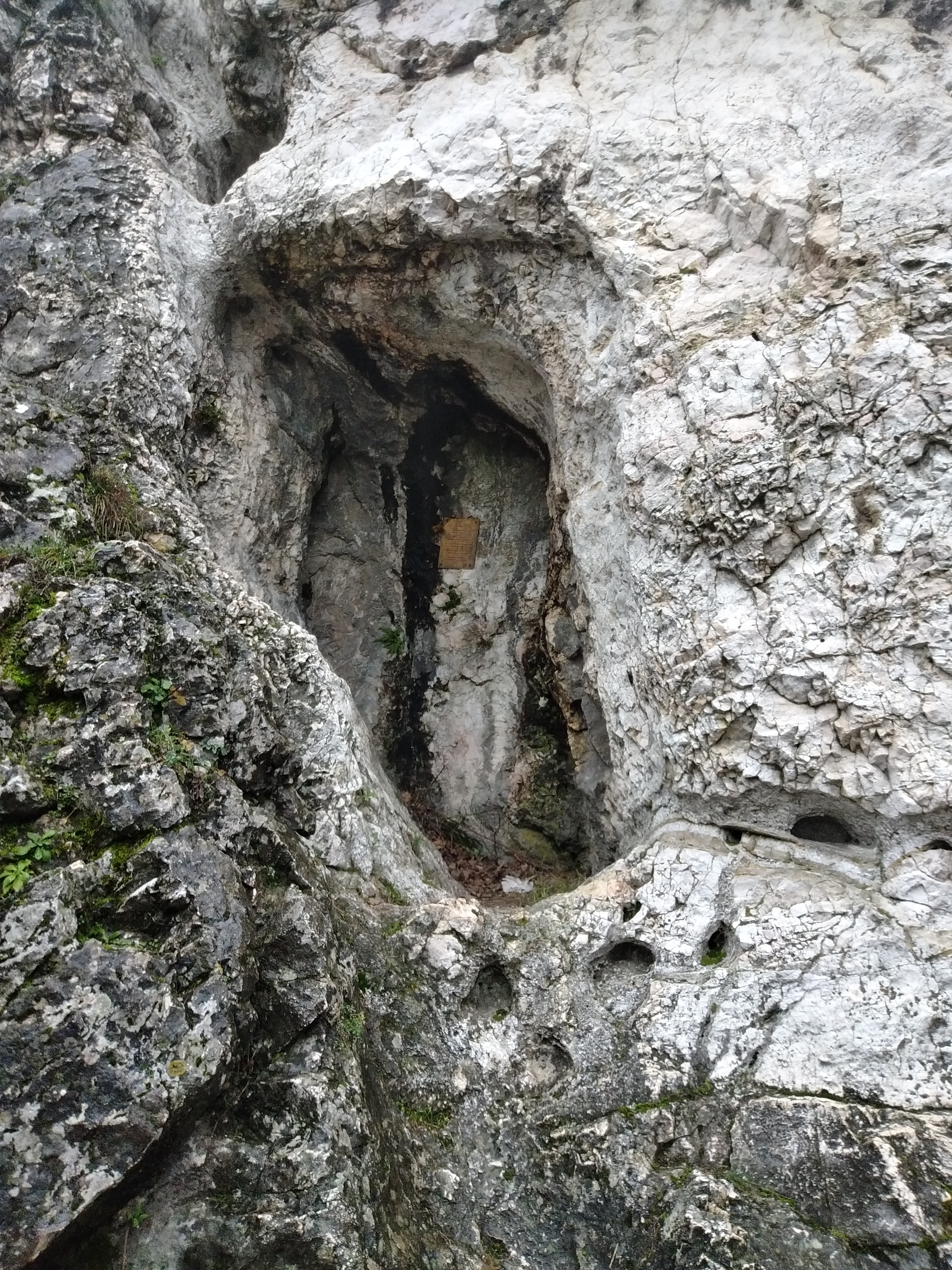
Az Odúsor legnagyobb ürege

Az 1975. évi MKBT Beszámolóban publikálva lett az 1970. évi jelentés Odúsorra vonatkozó része a jelentésben lévő térképekkel együtt. A tanulmány szerint 20 m hosszú és 13 m mély az Odúsor. A kiadványban van egy helyszínrajz, amelyen a Csúcs-hegy és az Oszoly barlangjainak földrajzi elhelyezkedése látható. A rajzon megfigyelhető az Oszolyi-odusor földrajzi elhelyezkedése.
A Bertalan Károly által írt és 1976-ban befejezett kéziratban az olvasható, hogy a Pilis hegységben, a Kevély-csoportban, Pomázon helyezkedik el az Oszolyi odusor. Az oszolyi Kis-áthajlástól (sziklamászó hely) É-ra 3 m-re helyezkedik el. 4,6 m hosszú és 13 m magas. Mászóiskolaként használható. Meredek sziklafalon egymás felett lévő üregek, amelyek közül csak a legalsó barlangi méretű. A kézirat barlangra vonatkozó része 3 irodalmi mű alapján lett írva. Az 1981. évi Karszt és Barlang 1–2. félévi számában nyilvánosságra lett hozva, hogy az Odusornak 4820/18. a barlangkataszteri száma. Az 1984-ben napvilágot látott Magyarország barlangjai című könyv országos barlanglistájában szerepel a Pilis hegység barlangjai között az üregcsoport oszolyi Odúsor néven. A listához kapcsolódóan látható a Dunazug-hegység barlangjainak földrajzi elhelyezkedését bemutató 1:500 000-es méretarányú térképen az üregcsoport földrajzi elhelyezkedése.
1990-ben Kárpát József rajzolt egy áttekintő térképet, amelyen megfigyelhető az oszolyi sziklamászó-iskola barlangjainak földrajzi elhelyezkedése. A térképen nincs az Odúsor feltüntetve. Az 1991-ben megjelent útikalauzban meg van ismételve az 1974-es útikalauzban lévő Odúsor leírás és az Oszoly barlangjainak általános ismertetése. A Kárpát József által írt 1991-es összeállításban nincs benne. Az 1996. évi barlangnap túrakalauzában meg van ismételve az 1991-ben kiadott útikalauzban lévő barlangismertetés és az Oszoly barlangjainak általános ismertetése.
1997. június 6-án Kárpát József 1990-es oszolyi áttekintő térképe alapján Kraus Sándor rajzolt helyszínrajzot, amelyen az oszolyi sziklacsoportok D-i részén lévő barlangok földrajzi elhelyezkedése van ábrázolva. A rajzon megfigyelhető az Odúsor földrajzi helyzete. Kraus Sándor 1997. évi beszámolójában az olvasható, hogy az 1997 előtt is ismert Oszolyi-odúsornak volt már térképe 1997 előtt. A jelentésbe bekerült az 1997-es helyszínrajz. A 2005-ben megjelent Magyar hegyisport és turista enciklopédia című könyvben meg van említve, hogy az Oszoly erdejében elszórtan sziklatömbök és kis barlangnyílások váltogatják egymást.

## További irodalom
- Thirring Gusztáv: Budapest környéke. Budapest, 1900. (Bertalan Károly kézirata szerint említve van benne az üregsor. A könyvet átnézve nem találtam benne az üregsorról információt.)
- Thirring Gusztáv szerk.: A Pilis-Visegrádi hegység részletes kalauza. Budapest, 1929. (Az 1975. évi MKBT Beszámoló szerint említve van benne az üregsor.)

## További információ
- Csobánka, Oszoly szikla, Odúsor IV- (YouTube video)